# Max et l'edelweiss
Max et l'edelweiss è un cortometraggio del 1910 diretto da Lucien Nonguet.

## Trama
Max è innamorato di una vedova che soggiorna nel distretto alpino. La vedova, che non è affatto certa dell'amore ricambiato, si vuole accertare che Max sia realmente innamorato di lei. Come prova d'amore, la vedova chiede a Max di prendere in cima alla montagna un ramoscello di stella alpina. Max parte subito per svolgere il suo compito, imboccando la salita di una vetta alpina. Max finalmente dopo svariati tentativi con rocambolesche cadute ed scivolate, è a un passo per prendere la stella alpina, ma fa un passo falso e cade giù dalla montagna. Rinuncia al suo compito e torna a mani vuote verso il suo hotel. Lungo la strada di ritorno per fortuna incontra un venditore di fiori e compra una stella alpina, fiero di sé lo porta alla vedova.

## Conosciuto anche come
- Francia (titolo alternativo): Une épreuve difficile